# جين بادلر
جين بادلر (بالإنجليزية: Jane Badler)‏ هي ممثلة ومغنية أمريكية. ولدت في 31 من ديسمبر سنة 1953 في بروكلين، نيويورك، الولايات المتحدة.

## أعمال

### أفلام
- ريكي ستانيكي (2024)

## روابط خارجية
- جين بادلر على موقع IMDb (الإنجليزية)
- جين بادلر على موقع ألو سيني (الفرنسية)
- جين بادلر على موقع ميوزك برينز (الإنجليزية)
- جين بادلر على موقع تيرنر كلاسيك موفيز (الإنجليزية)
- جين بادلر على موقع أول موفي (الإنجليزية)
- جين بادلر على موقع قاعدة بيانات الأفلام السويدية (السويدية)
- جين بادلر على موقع إن إن دي بي (الإنجليزية)
- جين بادلر على موقع ديسكوغز (الإنجليزية)
- جين بادلر على موقع قاعدة بيانات الفيلم (الإنجليزية)
- جين بادلر على موقع كينوبويسك (الروسية)